# Ik heb u lief mijn Nederland
Ik heb u lief mijn Nederland is een lied van de Nederlandse zanger André Hazes samen met Het Nederlands Elftal. Het werd in 1994 als single uitgebracht en stond in hetzelfde jaar als eerste track op het album Good Luck Oranje.

## Achtergrond
Ik heb u lief mijn Nederland is geschreven en geproduceerd door Tom Peters en Peter Koelewijn. Het is een voetballied dat past in het genre levenspop. Het lied werd gemaakt voor het Wereldkampioenschap voetbal 1994 in de Verenigde Staten, waar het Nederlands Elftal in de kwartfinale strandde. Het lied werd op single uitgebracht met Good Luck Oranje, titelsong van het album, op de B-kant.

## Hitnoteringen
De zanger had succes met het lied in de hitlijsten van Nederland. Het piekte op de achttiende plaats van de Mega Top 50 en stond negen weken in deze hitlijst. Het kwam tot de 28e positie van de Nederlandse Top 40 en was hier acht weken in te vinden.